# Jørgen Daa
Jørgen Daa (? – 1619) var en dansk admiral, var søn af Hans Daa til Enggaard og Dorthe Svale.
1604 havde han en tid lang opholdt sig hos Tycho Brahes børn i Bøhmen. Kort efter sin hjemkomst giftede han sig
med en skånsk adelsdame, Magdalene Sørensdatter (Baden), og bosatte sig i Særslev i Skovby Herred, hvor han havde arvet en større bondegård efter sin farmoder. Ægteskabet var næppe lykkeligt; hustruen faar i alt fald det skudsmål, at hun "skikkede sig ilde".
Daa vendte da og snart hjemmet ryggen, tog 1607 tjeneste som skibschef og foretog alt samme år en rejse til Spanien. Under Kalmarkrigen tjente han som admiral og sendtes i marts 1611 med 7 skibe op i Kattegat for at hindre tilførsel til Sverige, hvilket togt afsluttedes med, at han i november erobrede en del af den eskadre, svenskerne udrustede ved Elfsborg.
Året efter blokerede han atter Elfsborg og bidrog herved til fæstningens overgivelse. Til belønning for sin gode tjeneste forlenedes Daa 1614 med Holbæk Slot, som han beholdt til sin død, men vedblev dog at tjene til søs og sendtes næsten årlig, sidste gang 1617, med mindre flåder til de nordlige farvande.